# Anjaree
Anjaree (en tailandés: อัญจารี ) fue una organización de derechos LGBT en Tailandia. Se formó originalmente como una organización de lesbianas en 1986 centrada en temas como la reforma de los términos referidos al deseo sexual entre personas del mismo sexo y la campaña para que el matrimonio entre personas del mismo sexo fuese reconocido legalmente. Este grupo quedó inactivo alrededor de 2011.

## Historia
Anjaree se formó originalmente en 1986 por un pequeño grupo de activistas feministas lesbianas que incluía a Anjana Suvarnananda y Chanthalak Raksayu. Esta organización formaba parte del movimiento en defensa de los derechos de las mujeres en Tailandia. Las fundadoras de Anjaree estuvieron entre las primeras en albergar la Red Lésbica Asiática en 1990, lo que atrajo la atención internacional, especialmente en Asia. Entre sus éxitos están revertir la prohibición de que las personas transgénero se inscribieran en el Instituto Rajabhat (centro de formación para docentes) en 1996, y publicitar la decisión del Ministerio de Salud de no clasificar la homosexualidad como una condición patológica. Finalmente, el grupo quedó inactivo alrededor de 2011.

## Matrimonio del mismo sexo
Anjaree realizó una fuerte campaña por el reconocimiento del matrimonio entre personas del mismo sexo en Tailandia, al igual que en otros países asiáticos como Taiwán.

## Problemas semánticos
Anjaree se centró en la terminología utilizada para describir el deseo entre personas del mismo sexo. Los psicólogos tailandeses habían catalogado a las personas en dos grupos llamados rak-tang-pet (heterosexual) y rak-ruam-pet (homosexual). El katoey (transgénero) es una antigua palabra tailandesa, que también se emplea para describir a los hombres homosexuales camp, así como a las personas transgénero y que por tanto se usa de manera despectiva, ya que sugiere que los hombres homosexuales no son hombres reales. Para ir más allá de la categorización tradicional de las mujeres como tom (butch o masculina) o dee (femme o femenina), las activistas de Anjaree promovieron una nueva categoría de identidad conocida como ying rak ying, que se traduce simplemente como "mujeres que aman a las mujeres". Una de las ventajas notables de ying rak ying fue que encajaba con los movimientos LGBT transnacionales y ayudó a Anjaree a enfrentar los discursos anti-LGBT locales.

## Premios
Anjaree recibió el Premio Felipa de Souza en 1995 de la Comisión Internacional de Derechos Humanos para Gays y Lesbianas (ahora OutRight Action International).